# 모이세이 우리츠키

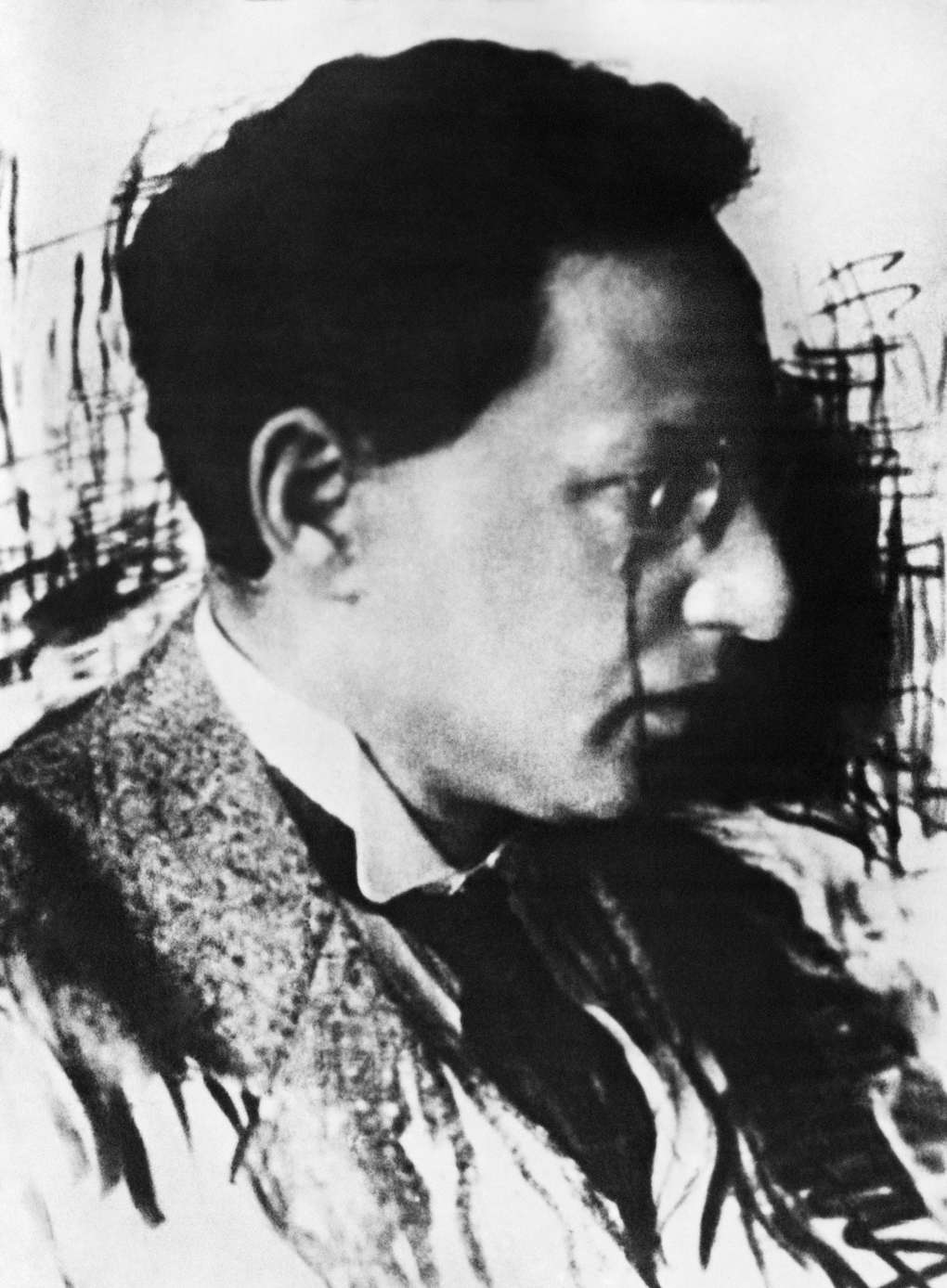
모이세이 우리츠키

모이세이 솔로모노비치 우리츠키(우크라이나어: Мойсей Соломонович Урицький, 러시아어: Моисей Соломонович Урицкий, 구력 1873년 1월 14일 ~ 1918년 8월 17일)는 러시아의 볼셰비키 혁명 지도자였다. 10월 혁명 이후 그는 페트로그라드 소비에트 체카의 의장이었다.
1918년 3월, 페트로그라드 소비에트 체커 의장이 되어 적색 테러를 실행했다. 같은 해 8월 30일, 친구의 사관을 페트로그라드 체커에게 처형된 것에 분노한 사관 후보생이자 시인인 레오니드 카네기세르에 의해 암살되었다. 우리츠키의 암살된 후 붉은 테러가 점점 강화되었다. 암살범의 카네기세르는 같은 해 10월에 처형되었다.